# Torfkorb
Der Torfkorb, auch mit Turbenkorb bezeichnet, war ein Schweizer Volumenmass für Torf und galt in den Kantonen Zug und Zürich.
- 1 Torfkorb = 125 ½ Mäßli = 6 Kubikfuss = 0,164244 Kubikmeter[2]

12 Torfkörbe wurden zu einem Torfklafter zusammengefasst, sodass galt: 
- 1 Torfklafter/Turbenklafter = 12 Körbe = 72 Zürcher Kubikfuss = 56 ¾ Pariser Kubikfuss = 1 19/20 Kubikmeter, also rund 2 Kubikmeter[3]

Nach den gesetzlichen Festlegungen für die neuen Schweizer Masse und Gewichte vom August 1835 zwischen den Kantonen wurde auch dieses Mass erneuert.
- 1 neuer Torfkorb = 6 Kubikfuss = 0,162 Kubikmeter

Der Korb durfte gehäuft werden. Die neuen und alten Masse entsprachen:
- 1 alter Torfkorb = 1,013852 neuer Torfkorb[2]
- 1 Torfkorb, neu = 0,986338 alter Torfkorb